# غود بريان
غود بريان (بالإنجليزية: Goode Bryan)‏ هو عسكري أمريكي، ولد في 31 أغسطس 1811 في مقاطعة هانكوك في الولايات المتحدة، وتوفي في 16 أغسطس 1885 في أوغستا في الولايات المتحدة.